# Serrat del Casalot
El Serrat del Casalot és una serra que assoleix una elevació màxima de 819 metres i que es troba al sud del nucli de Sant Climenç, al municipi de Pinell de Solsonès, comarca del Solsonès.